# ملعب تافت
ملعب تافت (بالإنجليزية: Taft Stadium)‏ هو ملعب كرة قدم موجود في ولاية أوكلاهوما تحديداً في مدينة أوكلاهوما سيتي ويتسع هذا الملعب ل7000 متفرج.